# Hanne Pollmann
Hanne Emilie Emma Pollmann (* 1937 in Berlin) ist eine deutsche Frauenrechtlerin.

## Schaffen
Pollmann studierte Jura an der Rheinischen Friedrich-Wilhelms-Universität Bonn. Als Juristin und in ihrer Zeit als Geschäftsführerin des Deutschen Frauenrates setzte sie sich für die Gleichstellung der Frau ein. Seit 1967 engagierte sie sich kommunalpolitisch in Bonn.  Sie ist Mitbegründerin der dortigen Arbeitsgemeinschaft Sozialdemokratischer Frauen im Ortsverein, dessen langjährige Vorsitzende sie war. Zudem war sie von 1988 bis 1994 Mitglied des Stadtrates Bonn. Ein wesentlicher Schwerpunkt ihrer Arbeit war es dort, frauenpolitischen Belangen Beachtung und Durchsetzungskraft zu verschaffen.
1985 bis 1999 war sie Geschäftsführerin des Deutschen Frauenrates, einem Zusammenschluss von 52 bundesweiten Mitgliedsverbänden. Als Geschäftsführerin entwickelte sie den Deutschen Frauenrat zu einer überparteilichen Diskussionsplattform weiter. Während ihrer Zeit als Geschäftsführerin organisierte sie die Bonner Großdemonstration „Frauen bewegen das Land“ am 5. März 1994, an der nach unterschiedlichen Schätzungen 20.000 bis 50.000 Menschen teilnahmen. Gefordert wurden Gleichstellung von Erwerbs- und Familienarbeit, Gleichbehandlung von Frauen und Männern bei der Arbeit, bessere soziale Sicherung und bessere Beteiligung an der Macht. Während ihrer Amtszeit konnte sie zudem erwirken, dass der Deutsche Frauenrat Beraterstatus beim Wirtschafts- und Sozialrat der Vereinten Nationen (ECOSOC) erlangte.
Am 17. Dezember 1999 erhielt Pollmann für ihr berufliches und ehrenamtliches Engagement das Verdienstkreuz 1. Klasse des Verdienstordens der Bundesrepublik Deutschland. Sie ist Mutter von drei Kindern.

## Veröffentlichungen
- Hanne. E. Pollmann: Der Deutsche Frauenrat – Lobby für die Frauen, In Ariadne, Almanach des Archivs der deutschen Frauenbewegung, Heft Nr. 25, Mai 1994, S. 66–67.